# Église Saint-Pierre d'Amou
Pour les articles homonymes, voir Église Saint-Pierre.
L'église Saint-Pierre est une église catholique située à Amou, en France.

## Localisation
L'église est située dans le département français des Landes, sur la commune d'Amou.

## Historique
L'édifice est inscrit au titre des monuments historiques en 2002.
Le maître-autel provient de l'église Saint-Leu de Duhort, qui le tenait elle-même de l'ancienne abbaye Saint-Jean de la Castelle.

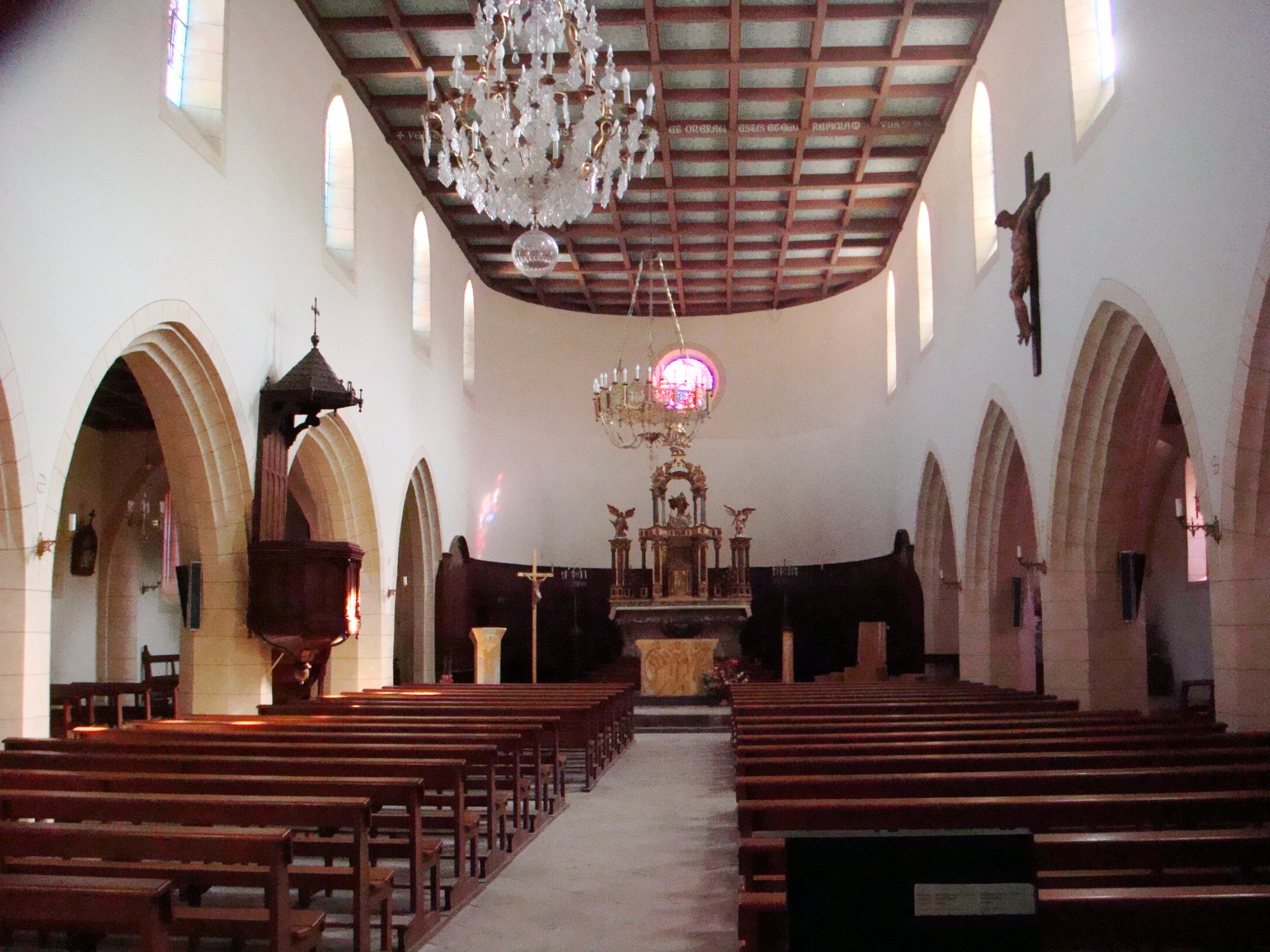
Vue intérieure.